# Coppa del Presidente degli Emirati Arabi Uniti 2011-2012
La Coppa del Presidente degli Emirati Arabi Uniti 2011-2012 è la trentaseiesima edizione della competizione a cui partecipano le 16 squadre degli Emirati Arabi Uniti.
Alla competizione prendono parte le 12 squadre della UAE Arabian Gulf League più le quattro migliori squadre della UAE Federation Cup.
La squadra che si aggiudica il trofeo ha la possibilità di partecipare alla fase a gironi della AFC Champions League.

## Ottavi di Finale
| Squadra 1        | Risultato | Squadra 2     |
| ---------------- | --------- | ------------- |
| 17 dicembre 2011 |           |               |
| Al-Wahda         | 4–0       | Dubai Club    |
| Ajman            | 1–0       | Dibba Al-Hisn |
| Al-Nasr          | 0–1       | Baniyas       |
| Ittihad Kalba    | 3–2       | Al Dhafra     |
| 18 dicembre 2011 |           |               |
| Al-Ain           | 4–2       | Emirates      |
| Al-Shabab        | 2–4       | Al-Jazira     |
| Shabab Al-Ahli   | 0–4       | Al-Wasl       |
| Sharjah          | 2–1       | Al-Khaleej    |

## Quarti di Finale
| Squadra 1       | Risultato | Squadra 2 |
| --------------- | --------- | --------- |
| 9 gennaio 2011  |           |           |
| Ittihad Kalba   | 0–3       | Sharjah   |
| Ajman           | 2–6       | Al-Jazira |
| 10 gennaio 2011 |           |           |
| Al-Wahda        | 3–2       | Al-Wasl   |
| Baniyas         | 1–0       | Al-Ain    |

## Semifinale
| Sharjah 8 aprile 2012, ore 21:00                                                       | Sharjah   | 1 – 4 (d.t.s.) referto                    | Al-Jazira | Sharjah Stadium (12.759 spett.) |
| \| \| \| \| \| Edinho 55’ \| Marcatori \| 48’ Mousa 101’ 115’ Bargash 118’ Oliveira \| |           |                                           |           |                                 |
|                                                                                        |           |                                           |           |                                 |
| Edinho 55’                                                                             | Marcatori | 48’ Mousa 101’ 115’ Bargash 118’ Oliveira |           |                                 |

| Abu Dhabi 8 aprile 2012, ore 21:00                                     | Al-Wahda  | 1 – 3 (d.t.s.) referto      | Baniyas | Al-Nahyan Stadium (12.000 spett.) |
| \| \| \| \| \| Hugo 40’ \| Marcatori \| 42’ Yeste 102’ 119’ Senghor \| |           |                             |         |                                   |
|                                                                        |           |                             |         |                                   |
| Hugo 40’                                                               | Marcatori | 42’ Yeste 102’ 119’ Senghor |         |                                   |

## Finale
| Arbitro: | Ali Hamad |

|                                |           |             |
| Neill 6’ Oliveira 71’ Dada 90’ | Marcatori | 47’ Mubarak |